# 교동읍성
교동읍성(喬桐邑城)는 인천광역시 강화군 교동면에 있는 조선시대의 읍성이다. 1995년 3월 1일 인천광역시의 기념물 제23호로 지정되었다.

## 개요
읍성이란 군이나 현의 주민을 보호하고, 군사적·행정적인 기능을 함께 하는 성을 말한다.
인천광역시 강화군 교동면의 교동읍성은 한 도읍 전체를 둘러싸 외부로부터의 침입을 막았으며, 군데군데 문을 내어 바깥과 통하도록 만들었다.
성의 둘레는 약 430m, 높이는 약 6m로, 동·남·북쪽 3곳에 성문을 두었고, 각 문에는 망을 보기 위해 문루를 세웠는데, 동문은 통삼루, 남문은 유량루, 북문은 공북루라고 하였다.
조선 인조 7년(1629)에 처음 쌓았으며, 영조 29년(1753) 고쳐 쌓았고, 고종 21년(1884)에는 성문을 다시 세웠다고 전한다. 고종 27년(1890) 동문과 북문을 다시 세웠다고 하나, 현재는 3문이 모두 남아있지 않다. 동문과 북문은 언제 없어졌는지 확실하지 않으며, 남문인 유량루는 1921년 폭풍으로 무너져 반원 형태의 홍예문이 남아 있다.
2018년 남문인 유량루(庾亮樓) 문루가 복원되었다. 향후에는 웅성과 성벽.치 복원이 될꺼라고 한다.

## 성곽

### 통삼루(統三樓)
교동읍성 동문이다.

### 유량루(庾亮樓)
교동읍성 남문이다. 2018년 문루가 복원되었다.

### 공북루(拱北樓)
교동읍성 북문이다.

## 복원
인천 강화군은 1억3천만원을 들여 강화군 교동면 교동읍성 남문 주변 성곽·옹성(방어 시설)·여장(성 위에 쌓은 담)을 복원하기 위한 실시설계 용역을 한다고 19일 밝혔다.
용역을 마친 뒤 내년 초 시비와 군비를 6대 4로 매칭, 약 14억3천만원을 들여 남문 주변 성곽을 복원하는 공사에 착수하고 2020년께 완공할 예정이다.
이번 공사는 지난해 말 교동읍성 남문 문루와 육축(아치 형태 입구)을 모두 복원한 뒤 이뤄지는 것이다.

## 현지 안내문
조선 인조 7년(1629), 교동에 경기수영을 설치할 때 돌로 쌓은 읍성이다. 둘레 430m, 높이 6m 규모로 세 개의 문을 내고 문루를 세웠는데 동문은 통삼루, 남문을 유량루, 북문은 공북루라 하였다. 영조 29년(1753) 여장을 고쳐 쌓았고, 고종 21년(1884)에는 남문을 다시 고쳤다. 동문과 북문이 언제 없어졌는지 알 수 없으며, 남문은 1921년 폭풍우로 무너져 홍예문만 남았다.

## 갤러리

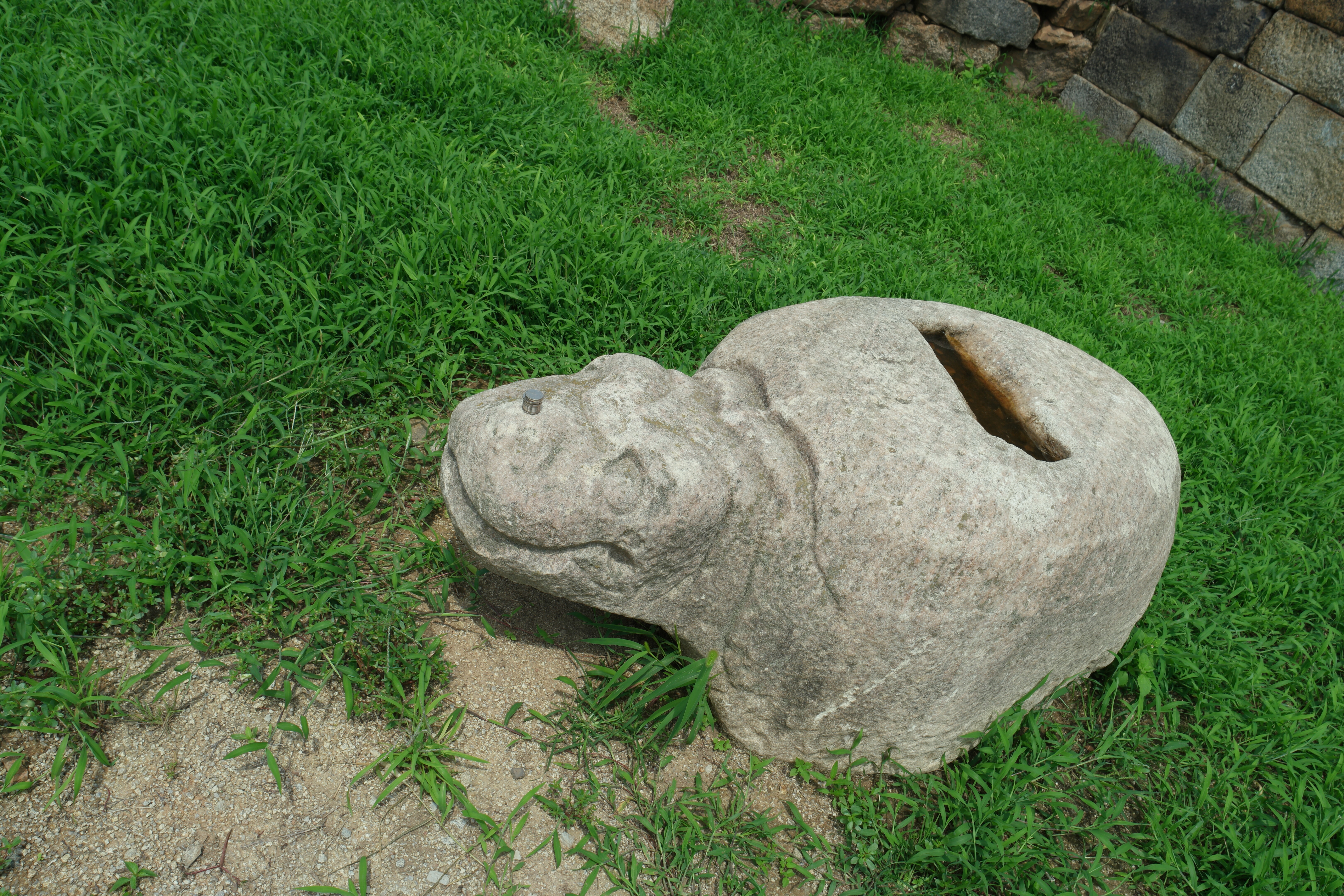
교동읍성 앞의 돌상

## 참고 자료
- 교동읍성 - 국가유산청 국가유산포털